# Gastón Fernández
Pour les articles homonymes, voir Fernández.
Gastón Nicolás Fernández, également surnommé La Gata Fernández, est un joueur de football argentin né à Lanús, Province de Buenos Aires, le 12 octobre 1983 évoluant au poste d'attaquant au Grêmio.

## Biographie
Il fait ses débuts avec le CA River Plate en 2002, joue ensuite au Racing Club, puis revient chez les Millonarios avant d'être prêté en 2006 à Monterrey CF où son option d'achat n'est pas levée, le quota de joueurs étrangers étant déjà atteint. L'entraîneur de River Plate, Daniel Passarella ne lui faisant pas de place, Gaston Fernandez fait son retour en première division argentine avec San Lorenzo de Almagro, et contribue à sa victoire dans le Torneo Clausura 2007, étant meilleur buteur du club avec 9 réalisations. 
San Lorenzo, qui l'avait acheté 1,5 million de dollars, le revend pour 3,3 millions le 18 décembre 2007 aux Tigres de Monterrey, au Mexique. Pour ses débuts officiels avec sa nouvelle équipe des Tigres UANL, la Gata réalise une passe décisive pour son compatriote Lucas Lobos contre l'équipe de San Luis, à quelques minutes de la fin. Un nouveau retour en Argentine a lieu en 2008, où il est prêté à Estudiantes de La Plata. 
Avec la Pincha, il enchaîne deux glorieuses campagnes internationales, devient finaliste de la Copa Sudamericana 2008 et surtout vainqueur de la Copa Libertadores 2009, marquant notamment le but égalisateur lors de la finale retour contre Cruzeiro. Mais son prêt se terminant, il retrouve les couleurs des Tigres de Monterrey avec lesquels il gagne la SuperLiga 2009.
Il joue à un poste de deuxième attaquant où font merveille ses qualités techniques et sa vivacité, ce qui lui vaut son surnom félin.

## Palmarès
- Vainqueur de la SuperLiga 2009 (Tigres UANL).
- Vainqueur de la Copa Libertadores 2009 (Estudiantes de La Plata).
- Finaliste de la Copa Sudamericana 2008 (Estudiantes de La Plata).
- Vainqueur du Torneo Clausura 2007 (San Lorenzo).
- Vainqueur du Torneo Clausura 2003 (Club Atlético River Plate).
- Vainqueur du Torneo Apertura 2010 (Estudiantes de La Plata).
- Coupe MLS en 2015 (Timbers de Portland)